# .257 Weatherby Magnum

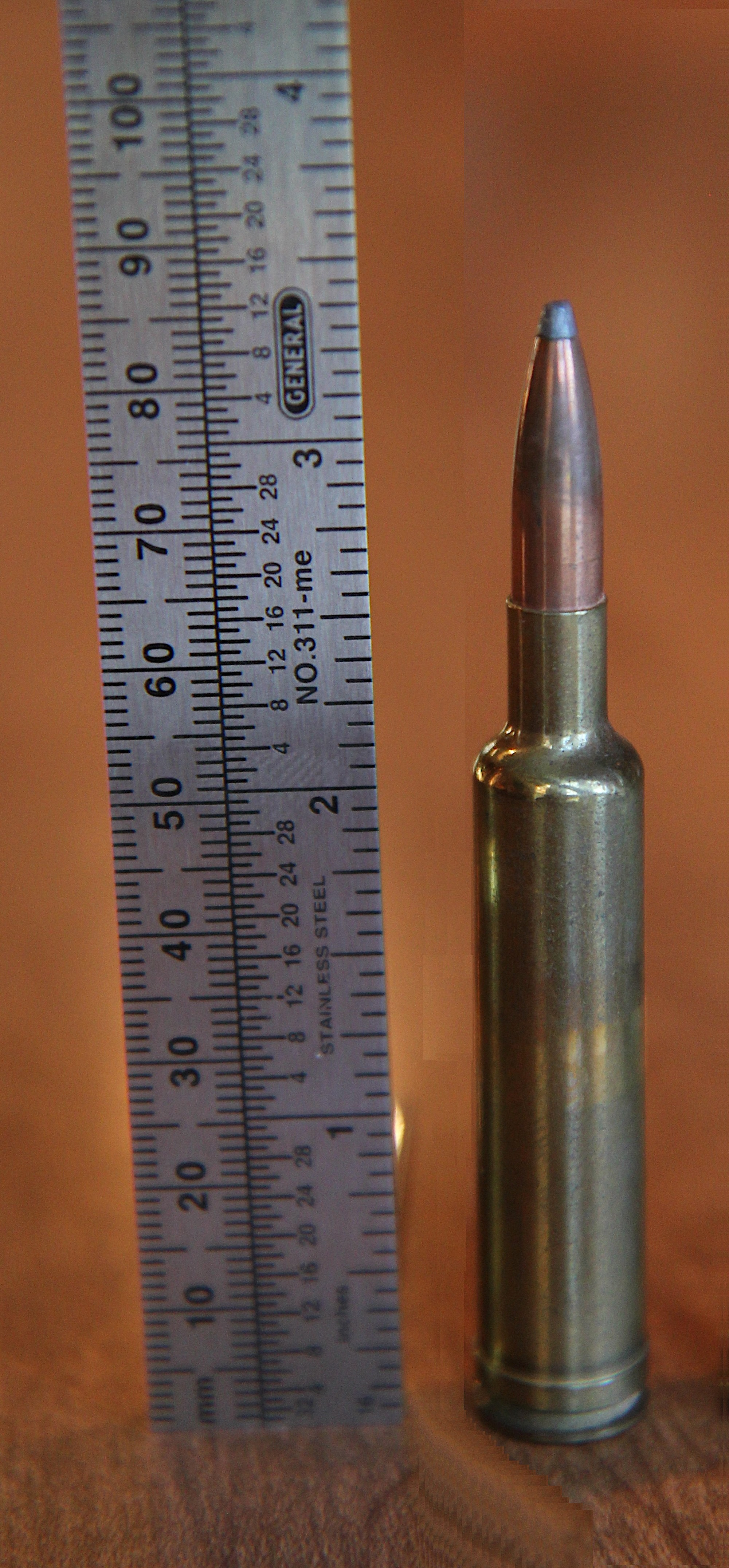
O .257 Weatherby Magnum.

O .257 Weatherby Magnum é um cartucho de fogo central para rifle de calibre .257 (6,35 mm) cinturado em forma de "garrafa". É uma das magnum de comprimento padrão original desenvolvida ao encurtar o estojo Magnum do .375 H&H Magnum para aproximadamente 2,5 pol. (64 mm). Dos cartuchos desenvolvidos por Roy Weatherby, o .257 Weatherby Magnum era conhecido por ter sido seu favorito, e o cartucho atualmente ocupa o terceiro lugar nas vendas de cartuchos Weatherby, depois do .30-378 Weatherby Magnum e do .300 Weatherby Magnum.
O .257 Weatherby Magnum é um dos cartuchos comerciais de tiro mais plano comercialmente disponíveis. É capaz de disparar uma bala "Nosler Ballistic Tip" de 115 gr (7,5 g) a 3.400 ft/s (1.036 m/s), gerando 2.952 ft-lbf (4.002 J) de energia, que é comparável aos carregamentos de fábrica do .30-06 Springfield e o .35 Whelen em termos de energia.
Discrepâncias entre os diâmetros métrico e americano da bala podem causar alguma confusão. Uma bala de 0,257 tem um diâmetro métrico de bala de 6,53 mm. No entanto, na Europa, a nomenclatura de designação de cartucho depende em grande parte do diâmetro interno do cano. Como o diâmetro do cano do .257 Weatherby Magnum é de .250 polegadas, isso o tornaria um cartucho de calibre de 6,35 mm que usa balas de 6,5 mm (não deve ser confundido com cartuchos de calibre de 6,5 mm que usam balas de 6,7 mm / 0,264").